# (1133) Lugduna
(1133) Lugduna ist ein Asteroid des Hauptgürtels, der am 13. September 1929 vom niederländischen Astronomen Hendrik van Gent in Johannesburg entdeckt wurde. 
Der Name des Asteroiden stellt wahrscheinlich die weibliche Form des lateinischen Namens Lugdunum dar. Lugdunum Batavorum steht für die niederländische Stadt Leiden. Es könnte jedoch auch die französische Stadt Lyon gemeint sein.